# Tahara (Aichi)
Tahara è una città giapponese della prefettura di Aichi.